# Ubatuba
Ubatuba est une ville brésilienne de l'est de l'État de São Paulo. Elle se situe à une latitude de 23° 37' 12" sud et à une longitude de 45° 24' 46" ouest, et à une altitude de 2 mètres.
L'aventurier du XVIe siècle Hans Staden la nomme « Uwattibi ».
En 2008, sa population était estimée à 79 834 habitants. La municipalité s'étend sur 712 km² et est traversée par le tropique du Capricorne.
Depuis la seconde moitié du XXe siècle, Ubatuba est devenue une station balnéaire très fréquentée. La municipalité compte 92 plages, parmi lesquelles Maranduba, Lázaro, Itamambuca, Vermelha, Grande, Enseada, Perequê, Saco da Ribeira, ainsi que de nombreuses îles comme l'Ilha Anchieta qui est une réserve écologique depuis 1977. On trouve également nombre de cascades dans les montagnes de la Serra do Mar, au milieu de l'exubérante Mata Atlântica. Le littoral d'Ubatuba est d'ailleurs l'unique endroit au Brésil où la Mata Atlântica s'avance jusqu'à l'Océan Atlantique.
Le surnom de la ville, Ubachuva, est dû à sa pluviométrie élevée (chuva est le mot portugais pour désigner la pluie).

## Personnalités liées à la commune
- Hans Staden, explorateur
- Wiggolly Dantas : surfeur professionnel
- Filipe Toledo : surfeur professionnel